# Dacaratha nyasana
Dacaratha nyasana är en insektsart som beskrevs av William Lucas Distant. Dacaratha nyasana ingår i släktet Dacaratha och familjen hornstritar. Inga underarter finns listade i Catalogue of Life.